# Akademia Wychowania Fizycznego im. Polskich Olimpijczyków we Wrocławiu
Akademia Wychowania Fizycznego im. Polskich Olimpijczyków we Wrocławiu (AWF we Wrocławiu) – państwowa szkoła wyższa powstała w 1946 jako Studium Wychowania Fizycznego Uniwersytetu i Politechniki we Wrocławiu.

## Historia
Początki dzisiejszej Akademii Wychowania Fizycznego im. Polskich Olimpijczyków we Wrocławiu związane są z powołaniem do życia w 1946 Studium Wychowania Fizycznego przy Wydziale Lekarskim Uniwersytetu i Politechniki Wrocławskiej, której pierwszych 58 absolwentów ukończyło naukę w 1949. W 1950 Studium przekształcono w trzyletnią Wyższą Szkołę Wychowania Fizycznego, której pierwszym rektorem został prof. Andrzej Klisiecki. W 1956 szkoła uzyskała uprawnienia do nadawania stopni magisterskich i przeszła na czteroletni cykl nauczania. W 1966 jako druga po warszawskiej Akademii Wychowania Fizycznego uzyskała uprawnienia do nadawania stopnia doktora, a od 1990 doktora habilitowanego z nauk o kulturze fizycznej.
W 1972 uczelnia została podniesiona do rangi Akademii Wychowania Fizycznego i trzy lata później przejęła od miasta Stadion Olimpijski. W 1977 powstał drugi wydział na uczelni – Wydział Turystyki i Rekreacji, jednak został on zlikwidowany cztery lata później. W następnych latach zdecydowano o powołaniu Wydziału Fizjoterapii.
Podczas stanu wojennego (1981–1983) zostało internowanych sześciu pracowników AWF jako jedyni pracownicy tego rodzaju uczelni w kraju. Na obecną chwilę prace badawczo-naukowe nakierowane są na rozwój kultury fizycznej dzieci i młodzieży oraz ich sprawność fizyczną; rozwój morfologiczny dzieci wiejskich, wysiłku fizycznego, biomechaniki ruchów celowo ukierunkowanych; koordynację ruchową człowieka; historię wf; szkolenie nauczycieli wf i sportowców. Dodatkowo zapoczątkowano korzystanie z takiej formy rehabilitacji jakim jest krioterapia. Od początku istnienia do 2005 uczelnię ukończyło ponad 12 tysięcy osób.
Od 2011 Akademia współpracuje z klubem Śląsk Wrocław w ramach szkolenia trenerskiego studentów oraz piłkarskiego młodzieży.

## Władze uczelni (2024–2028)

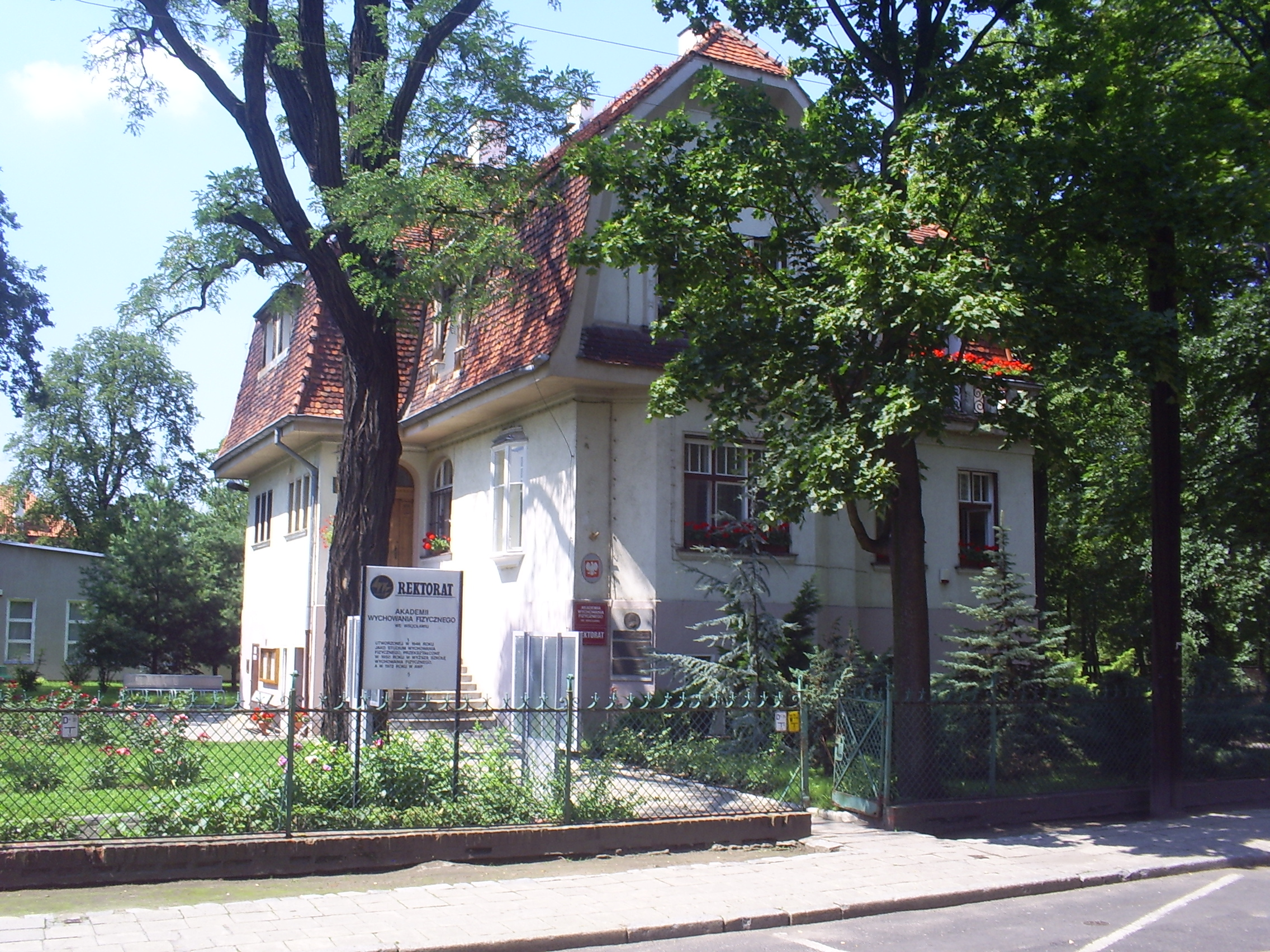
Rektorat AWF przy ul. Stefana Banacha 11

### Władze rektorskie
Rektor: dr hab. Tadeusz Stefaniak, prof. AWF Wrocław
Prorektor do Spraw Nauczania: dr hab. Krzysztof Pezdek, prof. AWF Wrocław
Prorektor do Spraw Nauki: dr hab. Jarosław Domaradzki, prof. AWF Wrocław
Prorektor do Spraw Studenckich i Sportu Akademickiego: dr Dominika Zawadzka
Prorektor do Organizacyjnych i Współpracy z Otoczeniem: dr hab. Aneta Stosik, prof. AWF Wrocław

### Władze administracyjne
- Kanclerz: mgr Dorota Dankiewicz-Pęzioł
- Kwestor, zastępca kanclerza: mgr Monika Sielewińska

## Poczet rektorów
Wyższa Szkoła Wychowania Fizycznego (1950–1972)
1. 1950–1956: Andrzej Klisiecki
2. 1956–1962: Jan Konopnicki
3. 1962–1965: Tadeusz Marciniak
4. 1965–1970: Czesław Niżankowski
5. 1970–1973: Aleksander Barański

Akademia Wychowania Fizycznego (od 1972)
1. 1973–1981: Julian Jonkisz
2. 1981–1982: Antoni Janusz
3. 1982–1984: Bolesław Buła
4. 1984–1990: Zdzisław Zagrobelny
5. 1990–1993: Tadeusz Bober
6. 1993–1996: Krzysztof Sobiech
7. 1996–2002: Zdzisław Zagrobelny
8. 2002–2008: Tadeusz Koszczyc
9. 2008–2016: Juliusz Migasiewicz
10. 2016 - 2024: Andrzej Rokita
11. od 2024: Tadeusz Stefaniak

## Struktura

### Jednostki ogólnouczelniane
- Centrum Rozwoju Kadr
- Ośrodek Dydaktyczno-Sportowy w Olejnicy
- Międzywojewódzka Przychodnia Sportowo-Lekarska
- „Życie Akademickie” – kwartalnik AWF
- Biblioteka Główna AWF

### Wydziały
- Wydział Fizjoterapii
- Wydział Wychowania Fizycznego i Sportu

## Kierunki kształcenia
Od roku akademickiego 2016/17 uczelnia daje możliwość podjęcia nauki na siedmiu kierunkach I i II stopnia:
- turystyka i rekreacja (WWF)
- sport (WWF)
- wychowanie fizyczne (WWF)
- bezpieczeństwo i porządek publiczny (WWF)
- fizjoterapia (WF)
- kosmetologia (WF)
- terapia zajęciowa (WF)

## Posiadane uprawnienia
Akademia Wychowania Fizycznego im. Polskich Olimpijczyków we Wrocławiu posiada następujące uprawnienia jako uczelnia publiczna do:
- nadawania stopnia naukowego doktora w zakresie nauk o kulturze fizycznej
- nadawania stopnia naukowego doktora habilitowanego nauk o kulturze fizycznej
- prowadzenia studiów I oraz II stopnia na ośmiu kierunkach kształcenia
- prowadzenia studiów III stopnia (studiów doktoranckich)
- prowadzenia studiów podyplomowych
- prowadzenia kursów trenerskich
- prowadzenia kursów instruktorskich
- prowadzenia kursów dokształcających.

## Doktorzy honoris causa AWF we Wrocławiu
- 1998
  - Primo Nebiolo
  - dr hab. Tadeusz Ulatowski
  - Prof. dr hab. Zbigniew Drozdowski
- 1999
  - Prof. Renee de Lubersac
  - Prof. dr Vladimir M. Zatsiorski
- 2003
  - Prof. dr hab. Kazimierz Denek
- 2006
  - Prof. Robert M. Malina
  - George E. Killian
- 2007
  - Prof. dr hab. inż. Tadeusz Luty
- 2009
  - Prof. dr hab. inż. Tadeusz Szulc
- 2012
  - Prof. dr hab. Peter Weinberg
  - Prof. dr hab. Andrzej Wit

## Organizacja studencka
Reprezentacją studentów jest Uczelniana Rada Samorządu Studenckiego, która dba o respektowanie praw studentów, organizuje oraz koordynuje życie studenckie (imprezy kulturalne, rozrywkowe oraz sportowe). Funkcję przewodniczącego sprawuje Michał Chorodeński. URSS AWF jest członkiem Komisji Uczelni Wychowania Fizycznego, działającej przy Parlamencie Studentów RP.

## Kampus
W skład kampusu Akademii Wychowania Fizycznego im. Polskich Olimpijczyków we Wrocławiu wchodzą obiekty położone na terenie wrocławskiego Śródmieścia, na terenie dzielnicy Sępolno:
- Kompleks Pól Marsowych
  - Pawilon Naukowo-Dydaktyczny P5
  - Wielofunkcyjna hala sportowa
  - Stadion lekkoatletyczny
  - Kryta pływalnia
  - Korty tenisowe
  - Hala tenisowa
- Dom Studencki „Spartakus”
- Ogólnouczelniane jednostki organizacyjne > Ośrodek Dydaktyczno-Sportowy w Olejnicy
  - Przystań żeglarska w Olejnicy.

## Wydawnictwa
- „Human Movement” – kwartalnik
- „Fizjoterapia” – kwartalnik
- „Antropomotoryka” – kwartalnik